# Sgùrr Dearg
Der Sgùrr Dearg ist ein Berg auf der schottischen Insel Skye, die dem schottischen Festland westlich vorgelagert ist. Eine Besonderheit des Berges ist sein Gipfel, der einerseits aus dem niedrigeren, aber leichter zugänglichen Sgùrr Dearg und andererseits aus dem eigentlichen Hauptgipfel, der knapp 50 m hohen Felsnadel Inaccessible Pinnacle besteht. Der Form des Berges nach „trägt“ der Sgùrr Dearg die auch In-Pinn genannte Felsnadel nur, da sie auf seiner Südseite lediglich aufzusitzen scheint. Sie ist jedoch etwa zehn Meter höher als der Sgùrr Dearg, weshalb sie auch den Hauptgipfel des gesamten Berges bildet. Diese Tatsache führt in der Literatur häufig zu Verwirrung, wenn sowohl der Sgùrr Dearg als auch der Inaccessible Pinnacle als Gipfel genannt werden, obgleich dasselbe gemeint ist.

## Sgùrr Dearg
Der Sgùrr Dearg befindet sich im kleinen Bergmassiv der Black Cuillin Mountains auf der Insel Skye. Er liegt auf dem Hauptkamm nördlich vom Sgùrr Mhic Chòinnich und südlich des Sgùrr na Banachdich und ist hauptsächlich aus Gabbro aufgebaut – einem sehr widerstandsfähigen Gestein. Er ähnelt in Form und Aussehen den anderen Cuillin-Bergen, die alle schroff, felsig und nahezu vegetationslos sind.

## Inaccessible Pinnacle
Der Inaccessible Pinnacle, fast immer nur In-Pinn genannt, bildet den eigentlichen Gipfel des Sgùrr Dearg. Er ist dessen Gipfel auf der steilen, südlichen Flanke vorgelagert und zeichnet sich durch seine besondere Form aus, da er wie eine riesige, auf den Berg aufgesetzte Rasierklinge aus Stein auszusehen scheint. Allgemein gilt er als der schwierigste aller schottischer Munros und obendrein als einziger, dessen Besteigung zwingend Kletterei erfordert.

## Besteigung

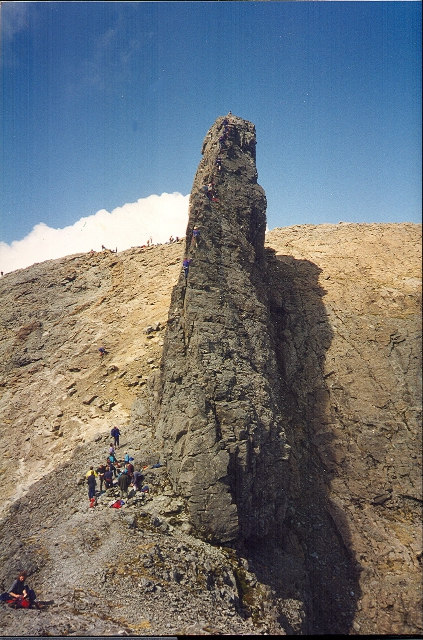
Der Inaccessible Pinnacle von Süden – im Hintergrund rechts ist der Gipfel des Sgùrr Dearg zu sehen

Die Besteigung des Sgùrr Dearg ist technisch nicht übermäßig anspruchsvoll, wer jedoch zusätzlich noch den Innaccesible Pinnacle bezwingen will, sollte auf jeden Fall über Kletterkenntnisse und das nötige Equipment verfügen.
Zum Gipfel des Sgùrr Dearg, und damit zum Fuß des In-Pinn, führen prinzipiell zwei Wege, die beide in der kleinen Ortschaft Glenbrittle an der gleichnamigen Meeresbucht starten. Der eine führt durch den Talkessel des Corie Lagan, der andere durch das etwas kleinere und weniger besuchte Coire na Banachdich. In beiden Fällen benötigt man für den Aufstieg vom Parkplatz am Campingplatz bis zum Gipfel des Sgùrr Dearg etwa 2–3 Stunden.
Für die Besteigung des In-Pinn wählt man am ehesten den Weg über den Südgrat. Dazu steigt man vom Gipfel des Sgùrr Dearg bis zum unteren Rand des In-Pinn ab. Der Aufstieg führt erst einige Meter auf der Westseite, danach ausschließlich direkt auf dem scharfen Südgrat des In-Pinn nach oben. Der Grat ist nicht mit Bohrhaken oder dergleichen gesichert, alle Sicherungsgeräte (Klemmgeräte oder Klemmkeile) müssen selbst angebracht und anschließend wieder entfernt werden. Fast genau in der Mitte des Aufstiegs bietet ein kleiner Absatz die Möglichkeit zur Standplatzsicherung, so dass sich eine Besteigung über zwei Seillängen anbietet. Am Gipfel befindet sich auf der Nordseite der Felsnadel (Stand: Mai 2009) ein Umlenkhaken, der ein direktes Abseilen (etwa 15 m) auf die Südflanke des Sgùrr Dearg ermöglicht.

## Sonstiges
Die erste Besteigung des Inaccessible Pinnacle gelang 1880 den Brüdern Charles und Lawrence Pilkington, 1881 gelang John MacKenzie barfuß der zweite Gipfelerfolg. Nach MacKenzie wurde später auch der direkt südlich benachbarte Sgùrr Mhic Chòinnich benannt.
2007 wurde der Film Seachd: The Inaccessible Pinnacle des englischen Regisseurs Simon Miller veröffentlicht, in dem der Berg eine entscheidende Rolle spielt.